# Irem M-107
Irem M-107 es una Placa de arcade creada por Irem destinada a los salones arcade.

## Descripción
El Irem M-107 fue lanzada por Irem en 1989. Esta placa se asemeja a la Irem M-72 y a la Irem M-81.
Posee un procesador V33 a 14 MHz. o un V30 a 7.159090 MHz., en el audio estaba el chip de sonido YM2151 trabajando a 3.579545 MHz. o el GA20 con frecuencia 3.579545 MHz.
En esta placa funcionaron 3 títulos.

## Especificaciones técnicas

### Procesador
- V33 a 14 MHz.
- V30 a 7.159090 MHz.

### Audio
Chips de Sonido:
- - YM2151 trabajando a 3.579545 MHz.
  - GA20 con frecuencia 3.579545 MHz.

## Lista de videojuegos
- Air Assault / Fire Barrel
- Dream Soccer '94
- World PK Soccer